# Deutscher Fruchthandelsverband
Der Deutsche Fruchthandelsverband (DFHV) ist ein eingetragener Verein mit Sitz in Bonn. Er entstand Anfang im Januar 2000 durch den Zusammenschluss des Zentralverbandes des Deutschen Früchte-Import und -Großhandels e.V. (ZVF, gegründet 1948) und des Verband des Hanseatischen Früchte-Import und -Großhandels e.V. (BdV, gegründet 1947). Bei der Neugründung wurden die Mitglieder der Vorgängervereine übernommen.
Der Verband vertritt als nationale Spitzenorganisation der Branche die Interessen von Unternehmen aus allen Handelsbereichen des Obst- und Gemüsesektors. Der Verband repräsentiert die Unternehmen der Direktvermarktung, des Import und Exports, sowie des Groß- und Einzelhandels. Der weitaus überwiegende Teil aller Umsätze bei frischem Obst und Gemüse in Deutschland entfällt auf die Mitgliedsunternehmen.
Neben einzelnen Unternehmen sind auch Verbände vertreten:
- Fruchthandelsverband Nord e.V., Stade
- Fruchthof Berlin Verwaltungsgenossenschaft eG, Berlin
- Landesverband Baden-Württemberg des Früchte-Import- und Großhandels e.V., Stuttgart
- Verband des Bayerischen Fruchtimport und -Großhandels e.V., München

Der Verband ist in die Öffentliche Liste über die Registrierung von Verbänden und deren Vertretern eingetragen.